# وارسنیک مانوچاریان
وارسنیک مانوچاریان (ارمنی: Վարսենիկ Մանուչարյան؛ ۱۱ ژوئیهٔ ۲۰۰۳ در ایروان) شناگر زن در رشته‌های شنای آزاد و شنای پروانه اهل ارمنستان است که در بازی‌های المپیک تابستانی ۲۰۲۰ در رشته شنای ۱۰۰ متر آزاد زنان به رقابت پرداخت.
در سال ۲۰۱۹، وی نماینده ارمنستان مسابقات قهرمانی ورزش‌های آبی جهان ۲۰۱۹ بود که در گوانگجو کره جنوبی برگزار شد. وی در رشته شنای آزاد ۵۰ متر زنان به رقابت پرداخت. She did not advance to compete in the semi-finals. وی همچنین در رشته شنای پروانه ۵۰ متر زنان و رشته‌های شنای آزاد مختلط امدادی ۴ × ۱۰۰ متر و شنای مختلط امدادی ۴ × ۱۰۰ متر به رقابت پرداخت.
- ۱۰۰ متر آزاد (۱۳–۱۴ سال) - مسابقات بین‌المللی شنا مسافت کوتاه «جام سرداران شهید آذربایجان» - ایران (۲۰۱۷)[۳]